# Понтес
44° 36′ 47″ С; 22° 40′ 09″ И / 44.613005° С; 22.66921° И
Понтес, римски каструм, је археолошко налазиште од изузетног значаја, које се налази код села Костол, 5 km низводно од Кладова. У централни регистар је уписано 1983. године. Сматра се да је период градње 103-105. година. Утврђење је подигнуто ради заштите моста преко Дунава. Насупрот Понтеса, на левој обали реке налазила се Дробета.
Археолошка ископавања отпочела су 1979. године, поводом изградње хидроелектране, у оквиру пројекта Ђердап II. У циљу заштите од повећаног водостаја Дунава заштићени су остаци приступних делова Трајановог моста. Подводна археолошка истраживања остатака моста започела су 2003. године.

## Каструм
Каструм је био приближно квадратне основе. Његова основна функција је све до 4. века била одбрана лимеса. Поред бедема, кула и капија утврђен је распоред објеката унутар тврђаве. Констатовано је да је почетком 4. века створен нови концепт унутрашњости каструма.
У античком утврђењу и на простору изван њега формирана су средњовековна насеља и некрополе, које се датују у период од 9. до 12, и у 14. век.

## Трајанов мост
Мост, подигнут између 103. и 105, по наредби римског цара Трајана, био је монументална грађевина сиријског архитекте Аполодора из Дамаска. Свечано је отворен 105. године, током Другог похода римског цара Трајана на Дачане. Дужина моста је била 1.097,5 метара и око 1.000 година је важио за најдужи мост икада саграђен у свету. Мост спада у ред најзначајних дела римског грађевинарства.
Мост је порушен по наређењу цара Аурелијана (270-275) кад су Римљани због нашада варварских племена морали да напусте тадашњу провинцију Дакију. Други извори говоре да је порушен 20 година након изгрдање по наређењу цара Хадријана (117-138) што је мање вероватно јер су Римљани још владали Дакијом. Трећа претпоставка је да се распао много касније, под утицајем воде.
Са десне стране реке, на којој се налазио Понтес, отривени су остаци четири зидана ступца, који су били лучно повезаних, док је део преко речног корита био премошћен дрвеном решеткастом конструкцијом која се ослањала на зидане ступце. Двадесет стубова се још могло видети 1856. године, када је водостај Дунава био рекордно низак. Године 1906. Међународна комисија за Дунав је одлучила да уништи два стуба који су сметали бродском саобраћају. Остаци 16 стубова Трајановог моста су лоцирани 1932. године. Пола века касније археолози су успели да лоцирају 12, а четири је вероватно у међувремену однела вода. Остаци првих стубова на обе стране и данас се могу видети на обалама Дунава.

### 
или Трајанова табла је натпис урезан у стену, димензија 4 x 1.75 метара, посвећен цару Трајану. Украшен је делфинима, ружама и орлом са раширеним крилима и спада у групу споменика везаних за радове на завршетку римског војног пута. Табла се може видети само са воде.
На плочи пише:
IMP. CAESAR. DIVI. NERVAE. F
NERVA TRAIANVS. AVG. GERM
PONTIF MAXIMUS TRIB POT IIII 
PATER PATRIAE COS III
MONTIBVUS EXCISI(s) ANCO(ni)BVS
SVBLAT(i)S VIA(m) F(ecit)
У преводу:
»Император Цезар, син божанског Нерве, Нерва Трајан Август Германик, победник над Германима, врховни понтифик, заступник народа по четврти пут, отац домовине, конзул по трећи пут, савладавши планинско и дунавско стење, саградио је овај пут«